# Parafia Podwyższenia Krzyża Świętego w Gorzkowie
Parafia Podwyższenia Krzyża Świętego w Gorzkowie – parafia Kościoła Polskokatolickiego w RP, położona w dekanacie żółkiewskim diecezji warszawskiej.

## Historia
Parafia polskokatolicka (ówcześnie Kościół ten nazywał się Polskim Narodowym Kościołem Katolickim) w Gorzkowie została założona w 1927 przez ks. Jana Naumiuka z Tarnogóry. Powstała na tle walki między ludnością wsi powiązaną z ruchem ludowym a proboszczem parafii rzymskokatolickiej oskarżanym o zdzierstwo i sprzyjanie posiadaczom ziemskim. Parafia posiada nieotynkowany kościół murowany wybudowany ze składek parafialnych. W 1952 parafia liczyła 211 wiernych, w 1954 – 500, w 1959 – 150, a w 1965 – 224 wiernych, w tym 45% bezrolnych, 45% małorolnych i 10% średniorolnych chłopów.
Od 2009 proboszczem parafii jest ks. mgr Kamil Wołyński, który na stałe rezyduje przy parafii św. Jakuba Apostoła w Żółkiewce. 